# Sant Quirc de Berrós Sobirà
Sant Quirc de Berrós Sobirà fou l'església parroquial romànica del poble de Berrós Sobirà, en el terme municipal de la Guingueta d'Àneu, a la comarca del Pallars Sobirà. Pertany al territori de l'antic terme de Jou. Està situada a fora del nucli de població, en el seu sector meridional, a uns 50 metres de distància de les cases del poble.
Petita església d'una sola nau amb capçalera rectangular a l'est i dues capelles laterals, coberta amb volta d'arestes i llosat de pissarra a dues aigües. Als peus de l'església, a l'oest, s'obre la porta d'arc de mig punt i un petit ull de bou. Remata la façana una espadanya amb dos arcs de mig punt. Els paraments són de pedra pissarrosa del país sense desbastar